# Palau del Porfirogènit
El palau del Porfirogènit (turc: Tekfur Sarayi) fou una residència imperial a Istanbul, Turquia, del qual només en queden escasses restes.
L'únic saló que ha perdurat presenta una façana de tres pisos típicament romana d'Orient. Està decorada amb maons vermells i marbre blanc, amb arcs a la planta baixa i dues fileres de finestrals que donen al pati.

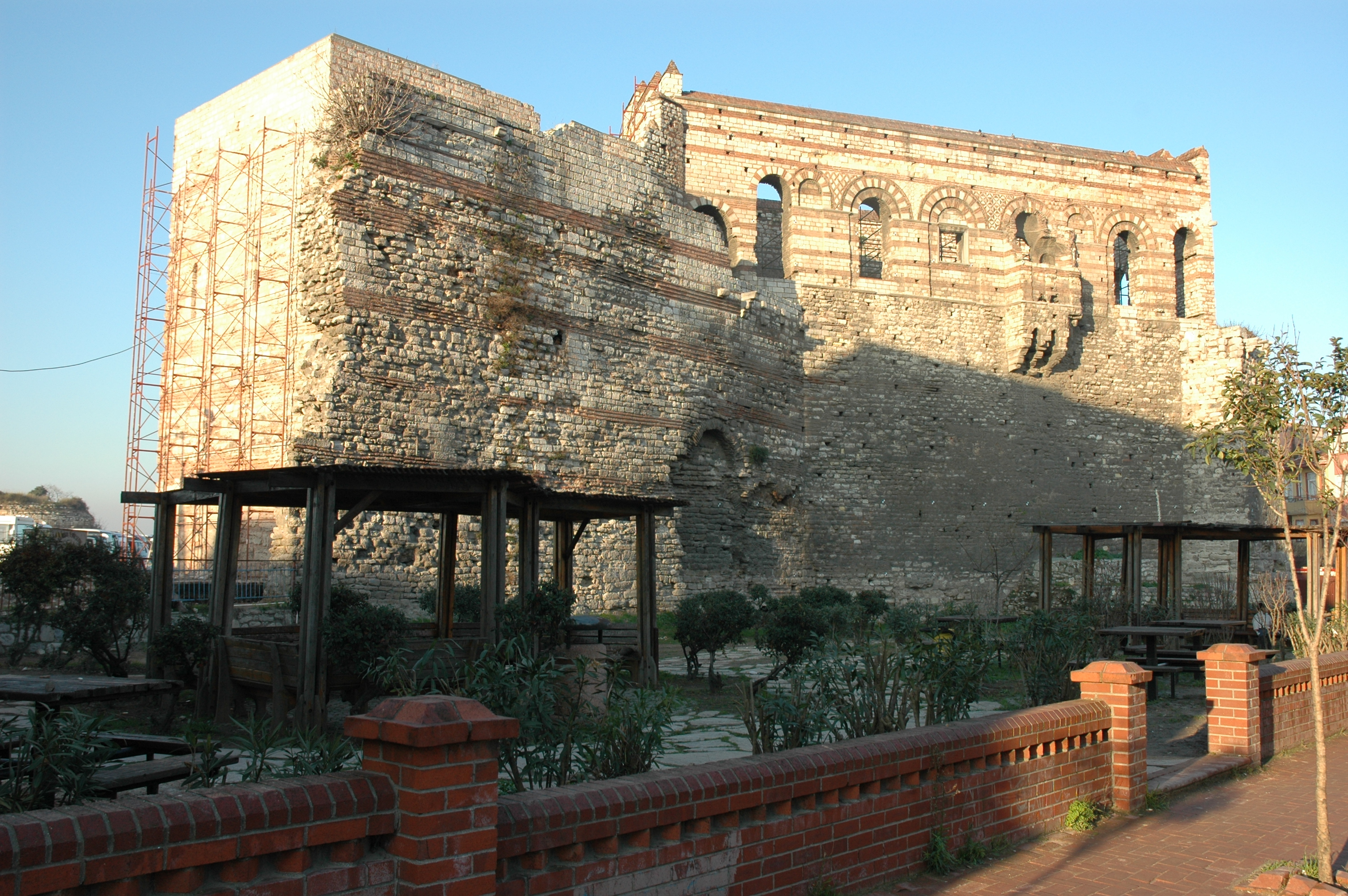
Restes del palau

El palau data de l'època romana d'Orient tardana, però no hi ha acord sobre la seva antiguitat, ja que alternar pedra amb tres fileres de maons és característic del segle x, però, tanmateix, els dibuixos geomètrics són del segle xiv. És probable que s'aixequés com a annex en el proper Palau de Blaquernes. Ambdós palaus es convertiren en residència dels sobirans imperials durant els dos segles anteriors a la caiguda de l'Imperi Romà d'Orient, el 1453.
Durant el regnat d'Ahmet III (1703-1730), els darrers terrissers d'Iznik es traslladaren al palau. Aquest es convertí en un centre de producció de rajoles encara que ja es tractava d'una etapa de decadència i mai varen tenir la qualitat dels d'Iznik en la seva època d'esplendor.